# Багратион (фильм)
«Багратион» (груз. ბაგრატიონი) — советский двухсерийный историко-биографический фильм 1985 года о жизни прославленного российского полководца Петра Ивановича Багратиона — героя Отечественной войны 1812 года.
Совместное производство «Грузия-фильм» и «Мосфильм». Режиссёры Гиули Чохонелидзе и Караман Мгеладзе. Премьера — декабрь 1985 года.

## Сюжет
1812 год. Смертельно раненного в Бородинской битве Петра Ивановича Багратиона привозят в деревню, в имение тётки. Медленно умирая, он вспоминает о прошлом, пережитом. А вспомнить герою и потомку грузинских царей есть о чём.
1799 год. Легендарный переход Суворова через Альпы, взятие неприступного Чёртова моста.
1800 год. Встречи с Павлом I и придворными, пышное чествование и скорая принудительная женитьба на графине Екатерине Павловне Скавронской.
1809 год. Встречи с Александром I и придворными, грустный и несчастливый роман с великой княжной Екатериной Павловной.
1812 год. Нашествие Наполеона. Конфликты с Барклаем-де-Толли, советы с Кутузовым. И наконец — сражение при Бородино…

## В главных ролях
- Гиули Чохонелидзе — Пётр Иванович Багратион
- Юрий Катин-Ярцев — Александр Васильевич Суворов
- Михаил Кузнецов — Михаил Илларионович Кутузов
- Улдис Лиелдиджс — Михаил Богданович Барклай-де-Толли
- Виктор Мурганов — Александр I
- Жанри Лолашвили — Наполеон
- Ирина Малышева — княжна Екатерина Павловна, младшая дочь Павла I
- Лия Элиава — грузинская княжна
- Ирина Алфёрова — княгиня Елизавета Скавронская
- Таисия Литвиненко — графиня Екатерина Багратион-Скавронская, жена Багратиона

## В ролях
- Владимир Дружников — Эммануил Францевич Сен-При
- Паул Буткевич — Юзеф Гава
- Павел Винник — врач
- Владимир Конкин — князь Меншиков
- Зураб Кипшидзе — Роман Багратион
- Георгий Георгиу — хирург-профессор
- Михаил Бычков — генерал
- Владимир Костюк — Андрианов, солдат
- Арнис Лицитис — Павел I
- Леван Мсхиладзе — адъютант Наполеона
- Владимир Привалов — Александр Дмитриевич Балашов
- Леонид Харитонов — генерал
- Анатолий Ведёнкин — Георг Ольденбургский, жених великой княгини Екатерины Павловны
- Борис Юрченко — русский солдат
- Андрей Вертоградов — придворный
- Галина Левченко — графиня Гагарина
- Иван Турченков — ординарец Кутузова
- Вадим Вильский
- Пётр Кононыхин
- Виктор Лазарев
- Павел Махотин
- Александр Толубаев
- Гио Мгеладзе
- Николай Горлов
- Игорь Косухин
- Лев Поляков

## Съёмочная группа
- Автор сценария — Василий Соловьёв
  - При участии Гиули Чохонелидзе
- Режиссёры-постановщики — Гиули Чохонелидзе и Караман Мгеладзе
- Оператор-постановщик — Владимир Климов
- Художники-постановщики — Евгений Маркович и Наум Фурман
- Режиссёр — Сергей Нилов
- Композитор — Вячеслав Овчинников
- Звукооператор — Игорь Урванцев
- Государственный симфонический оркестр кинематографии СССР
  - Дирижёр — Вячеслав Овчинников
- Операторы — А. Ренков, А. Бобров, В. Чибриков
- Художники по костюмам — Н. Бузина, Н. Сажина, Светлана Кахишвили
- Монтаж — Т. Лихачёвой, Т. Белоусовой
- Художники-гримёры — Т. Иващенко, С. Аскерова
- Комбинированные съёмки:
  - Оператор — Александр Ренков, Андрей Ренков
  - Художник — Зоя Морякова
- Ассистенты:
  - режиссёра — Н. Акутина, М. Купарадзе, Д. Войтенко, А. Романенко, Р. Татарашвили
  - оператора — Ю. Левченко, И. Марков, П. Чайковский
  - звукооператора — Е. Урванцева, Г. Соколов
  - монтажёра — Н. Евдокимова, Т. Голубева
- Художник-декоратор — Г. Саладзе
- Художник-фотограф — В. Новиков
- Художник-пиротехник — Андрей Пахолков
- Мастер по свету — Сергей Кириллов
- Цветоустановщик — Божидарка Масленникова
- Административная группа:
  - Е. Палагушина, Г. Гамсахурдия, Р. Мачабели, Г. Лобжанидзе, Е. Мусина
- Консультанты — академик АН ГССР генерал-лейтенант Ираклий Джорджадзе, Г. Гачечиладзе
- Редакторы — Н. Глаголева, Г. Бадридзе
- Музыкальный редактор — Арсений Лаписов
- Директор картины — Гия Купарадзе